# Soltemplet i Konarak
Soltemplet i Konarak (oriya: କୋଣାର୍କ ସୂର୍ଯ ମନ୍ଦିର IPA: /koɳarkə/) är ett soltempel från 1200-talet (även känd som den Svarta pagoden), i Konark i delstaten Odisha i Indien. Det byggdes förmodligen av Narasimhadeva I av Östra Gangadynastin omkring 1250. Templet byggdes i formen av en gigantisk häststridsvagn med omsorgsfullt huggna stenhjul, pelare och murar. Större delen av anläggningen, som fått världsarvsstatus, ligger sedan många år i ruiner. Templet finns också med på NDTV:s lista över Indiens sju underverk och Times of Indias listas över Indiens sju underverk.

## Etymologi
Namnet Konarak kommer från de två sanskritorden, Kona (hörn) och Arka (sol), och refererar till templet som tillägnades solguden Surya.
Monumentet har av europeiska sjömän även kallats Svarta pagoden, i kontrast till Jagannathtemplet i Puri som kallades Vita pagoden. Båda templen fungerade som viktiga landmärken för sjömännen.

## Arkitektur

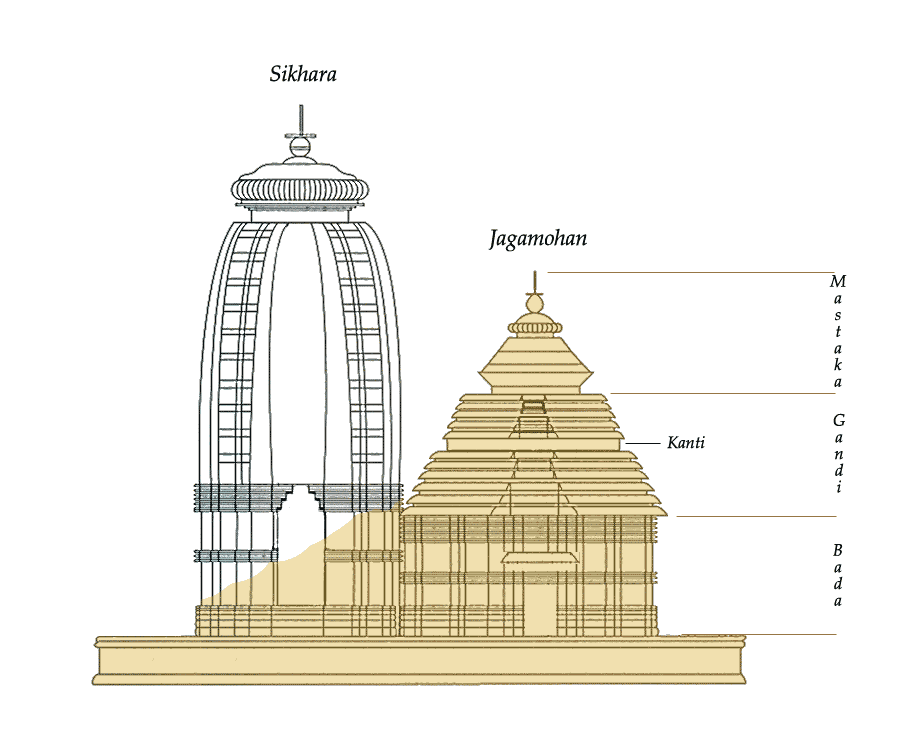
Ursprungliga templet jämfört med det som finns kvar av det idag (gult)

Plan av templet (överst är åt väster)

Templet byggdes ursprungligen vid floden Chandrabhagas mynning, men vattenlinjen har sedan dess gått tillbaka. Anläggningen byggdes i form av en gigantisk ornamenterad häststidsvagn för solguden Surya. Den har tolv par omsorgsfullt huggna stenhjul där några är hela 3 meter i diameter och dras av sju par hästar. Soltemplet följer Kalingaarkitekturens traditionella stil. Det är noggrant orienterat åt öster så att de första solstrålarna vid soluppgången möter huvudingången. Templet är byggt i Khondalitsten.
| ”                     | Här överträffar stenarnas språk människans språk. | „ |
| – Rabindranath Tagore |                                                   |   |

Det ursprungliga templet hade ett allra heligaste (vimana), som var förment 70 m högt. Denna byggnad har dock rasat. Mottagningshallen (Jagamohana), som var cirka 30 meter hög, finns ännu kvar som den främsta strukturen bland ruinerna. Bland strukturerna, som har överlevt till nutid, finns danssalen (Nata mandira) och matsalen (Bhoga mandapa).
Soltemplet i Konarak är också känt för sina erotiska maithunaskulpturer.
Två mindre rasade tempel har hittats i närheten. Ett av dem kallas Mayadevitemplet och ligger sydväst från huvudtemplets ingång. Det tros ha varit tillägnat Mayadevi, en av solgudens hustrur. Det har daterats till senare delen av 1000-talet, tidigare än huvudtemplet. Det andra hör till en okänd Vaishnava-gudom. Skulpturer föreställande Balarama, Varaha och Trivikrama har hittats där, vilket pekar mot att det är ett Vaishnavitetempel. Båda templen saknar sina främsta gudabilder.
En samling fallna skulpturer kan beskådas vid Konark Archaeological Museum som drivs av Archaeological Survey of India.

## Historia

### Gamla texter
Enligt Bhavishya Purana och Samba Purana kan det ha funnits ett soltempel i regionen före det nuvarande, på 800-talet eller tidigare. Böckerna nämner tre soltempel i Mundira (kanske Soltemplet i Konarak), Kalapriya (Mathura) och Multan.
Enligt skrifterna hade Samba, Krishnas son, drabbats av lepra. Han fick rådet av rishin Kataka, att dyrka solguden för att bota sin sjukdom. Samba genomgick botgöring i 12 år i Mitravana nära Chandrabhagas kust. Såväl det ursprungliga soltemplet i Konarak och templet i Multan har tillskrivits Samba.
Periplus Maris Erythraei (000-talet) nämner en hamn kallad Kainapara, som identifierats med dagens Konarak.

### Andra templet
Enligt Madala Panji fanns det ett annat tempel i regionen, som byggdes av en Pundara Kesari. Han kan ha varit Puranjaya, härskare på 600-talet, tillhörande Somavasmidynastin.

### Narasimhadeva I
Det nuvarande templet tillskrivs Narasimhadeva I av Östra Gangadynastin. Hans styre sträckte sig från 1238 till 1264. Templet kan ha varit ett monument över hans seger mot Tughral Tughan Khan.

#### Sägnen om Dharmapada
Enligt den lokala sägnen hade Narasimhadeva anlitat en chefsarkitekt kallad Bisu Maharana för att bygga templet. Efter tolv år hade en arbetsstyrka av 12 000 nästan färdigställt templet. De misslyckades dock att få kröningsstenen på plats. Den otåliga kungen beordrade att templet skulle stå klart inom tre dagar annars skulle hantverkarna möta döden. Vid denna tid ankom Bisu Maharanas tolvårige son, Dharmapada, till platsen. Bisu Maharana hade aldrig sett sin son, då han lämnat sin by när hans hustru ännu var gravid. Dharmapada kom med ett förslag till en lösning på problemet med stenen, men hantverkarna var fortfarande oroliga att kungen inte skulle vara nöjd när han fick veta att en liten pojke lyckats när hans hantverkare misslyckats. Dharmapada klättrade upp på templet och hoppade i vattnet för att rädda både sin far och sina medarbetare.

### Kollaps

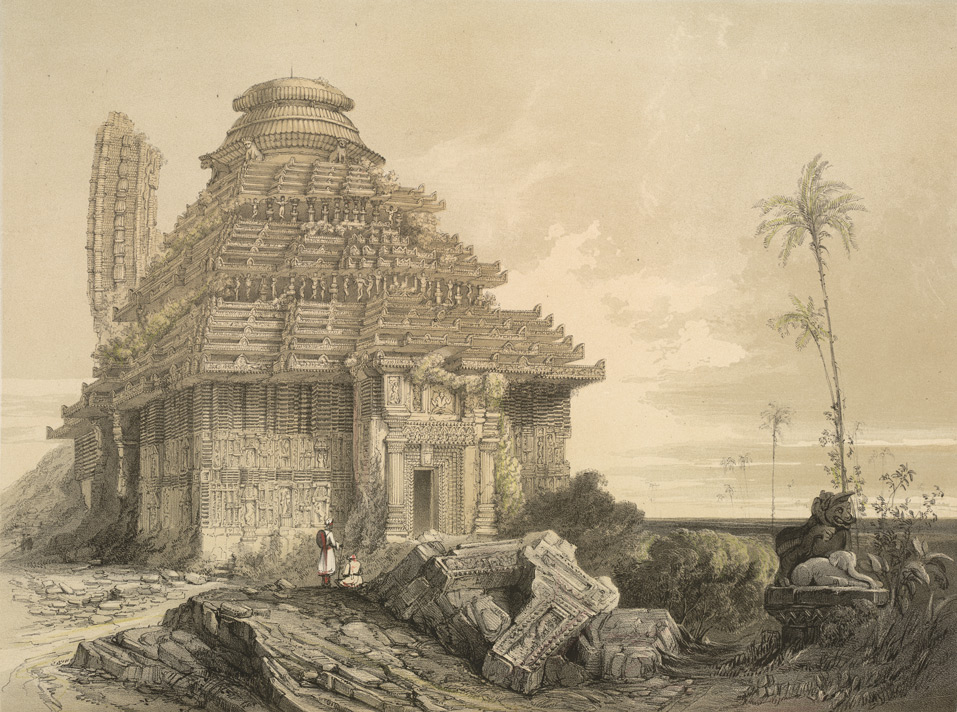
En litografiplatta från James Fergussons 'Ancient Architecture in Hindoostan' (1847). Den avbildar delar av huvudtornet som ännu står kvar vid templet.

Det har funnits flera teorier om kollapsen av helgedomens heligaste. Datumet för kollapsen är inte heller säkert.
Kendulikopparplattor av Narasimha IV (Saka 1305 or 1384 CE) anger att templet är i perfekt skick.
På 1500-talet nämner också Ain-i-Akbari, Abul Fazl, Konark att vara i gott skick.Källan nämner också att kostnaden för byggnationen var 12 års intäkter.
Orsaken till kollapsen har också kopplats till Kalapahad som invaderade Odisha 1568.
1627 hade dåvarande Rajan av Khurda flyttat gudabilden från Konark och flyttat den till Jagannathtemplet i Puri.
James Fergusson (1808–1886) hade uppfattningen att den sanka marken hade orsakat kollapsen. Byggnaden uppvisar dock inga tecken på att ha sjunkit ner i marken. Fergusson, som besökte templet 1837, noterade att ett hörn av templet ännu fanns kvar. Detta föll också ihop 1848 på grund av stark kuling.
Enligt Percy Brown (1872–1955) var templet inte helt färdigställt och kollapsade därför. Detta motsägs av tidigare källor där templet sägs vara i gott skick.
1929 gjordes en analys av mossa på berget vilken kom fram till att templet övergavs omkring 1573.
Andra föreslagna orsaker är blixtnedslag och jordbävning.

### Arunapelaren
Under den sista 25-årsperioden på 1700-talet, då dyrkan upphört i templet, togs Arunapelaren (Arunastambha) bort från ingången och placerades vid Singha-dwara (Lejonporten) till Jagannathtemplet i Puri av en Maratha Brahmachari kallad Goswami. Pelaren är gjord av monolitisk klorit och är 10,26 meter hög. Den är tillägnad Aruna, solgudens körsven.

### Bevarandeförsök

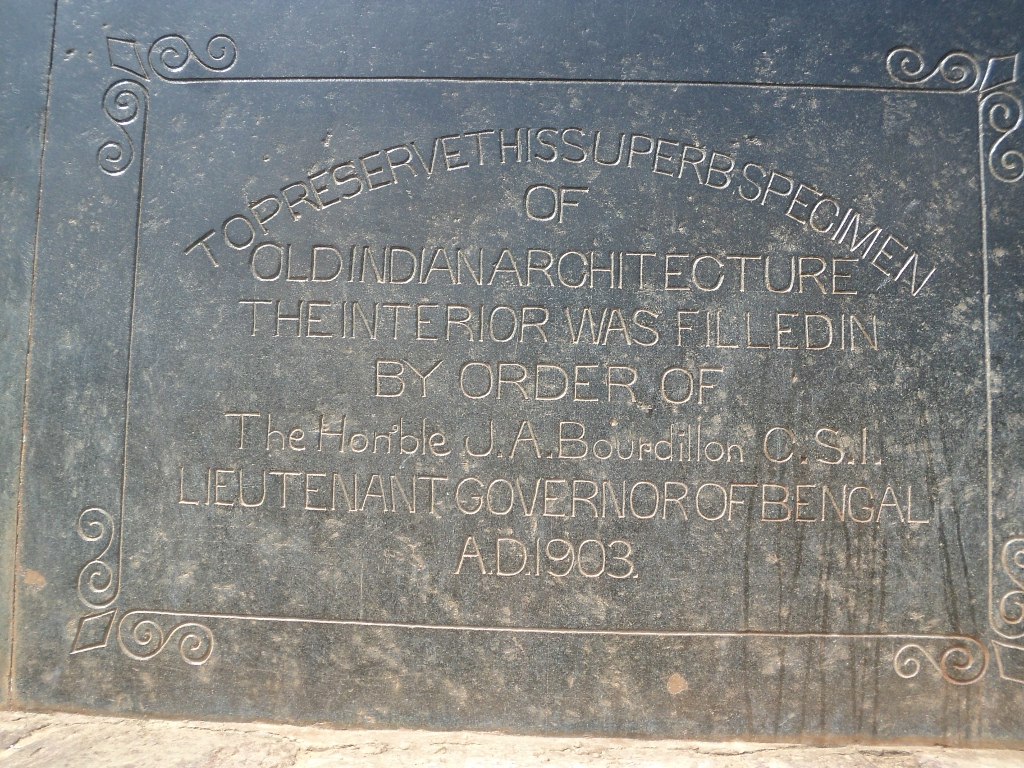
En inskription från 1903 om täckningen av templet med sand.

1803 gjordes förfrågningar för konserveringar av East India Marine Board, men endast bortforslande av stenar från platsen förbjöds av generalguvernören. Då inget gjordes, kollapsade delar av huvudtornet 1848.
Dåvarande rajan av Khurda tog bort några stenar och skulpturer för att använda i ett tempel han byggde i Puri. Några portgångar och skulpturer förstördes i processen. 1838, efter Rajans plundring, efterfrågade Asiatiska sällskapet i Bengalen en konservering, men frågan avslogs och endast förebyggande av mänskligt orsakad förstörelse garanterades. Rajan förbjöds ta ytterligare stenar.
1859 föreslog Asiatic Society of Bengal att man skulle flytta en arkitrav med avbildning av navagraha till Indian Museum i Calcutta. Första försöket 1867 kom ej att genomföras då de ekonomiska medlen inte räckte till.
1894 flyttades tretton skulpturer till Indian Museum.
1903, då större utgrävningar gjordes i närheten, beordrade Bengalens dåvarande viceguvernör, J. A. Baurdilon, att besegla templet och lät fylla platsen med sand för att förhindra Jagamohana från att kollapsa.
1906 planterades casuarina- och punnangträd mot havet som buffert mot platsen för att skydda den mot sandbärande vindar.
1909 upptäcktes Mayadevitemplet i samband med att man flyttade bort sand och spillror.
Templet fick världsarvsstatus 1984.

## Galleri

### Gamla målningar och fotografier

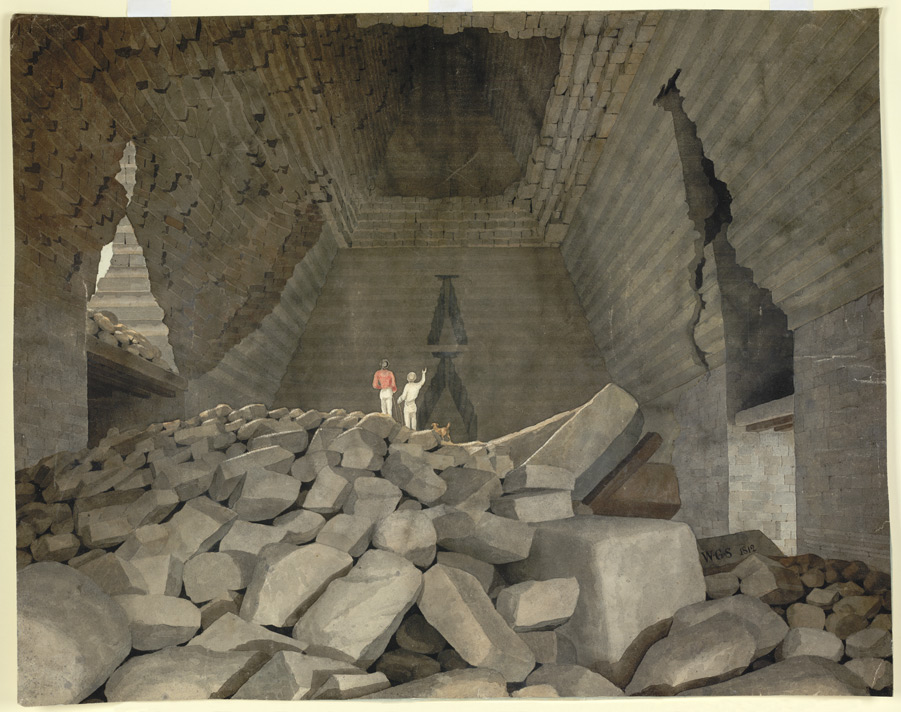
Vattenfärgsmålning av två europeiska officerare med en hund som utforskar templets inre (1812)
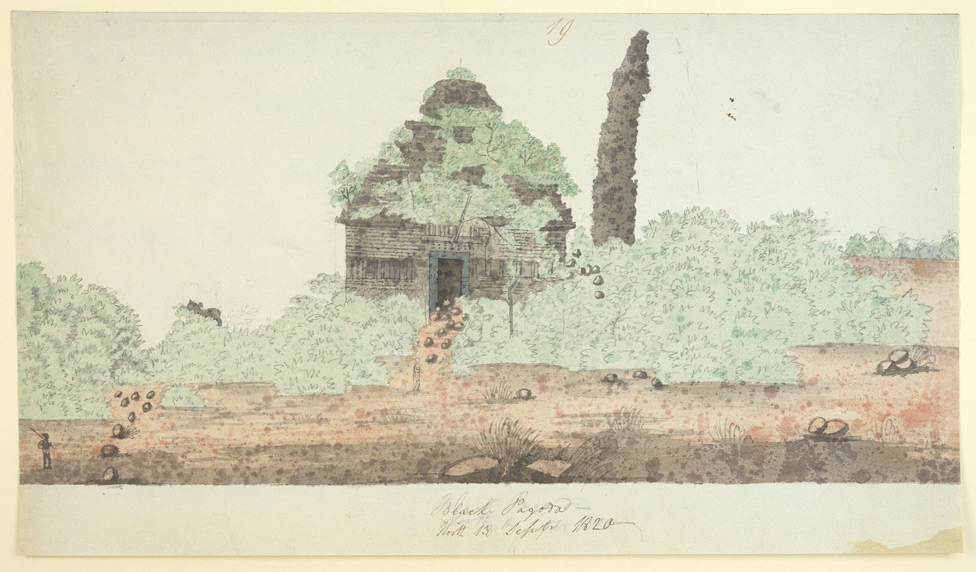
Vattenfärgsmålning av Konark sett norrifrån (1820). Den avbildar delar av huvudtornet som ännu står kvar.
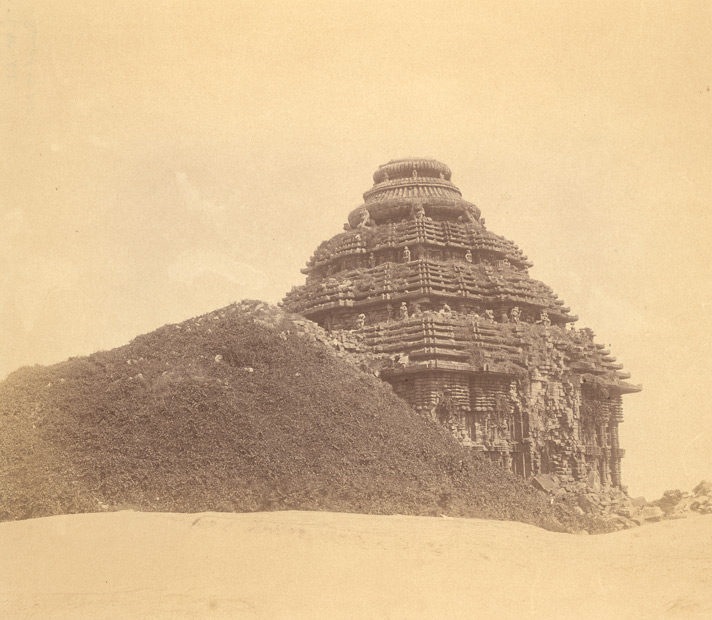
Photograph of a general view from the south-west (c.1890).
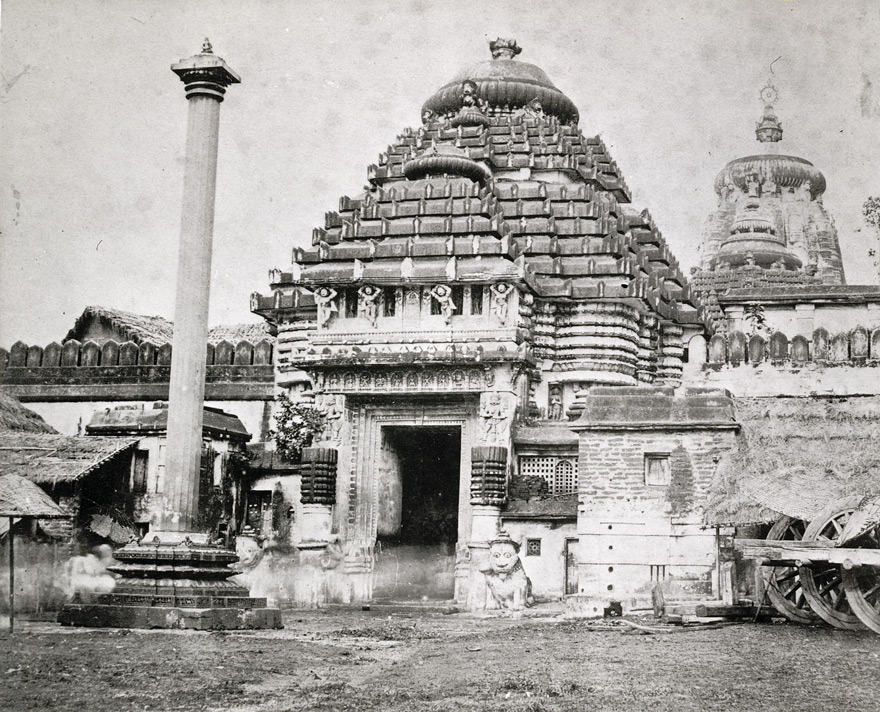
Arunastambha at the Singhadwara at Jagannath Temple in Puri (1870)

### Nutida fotografier

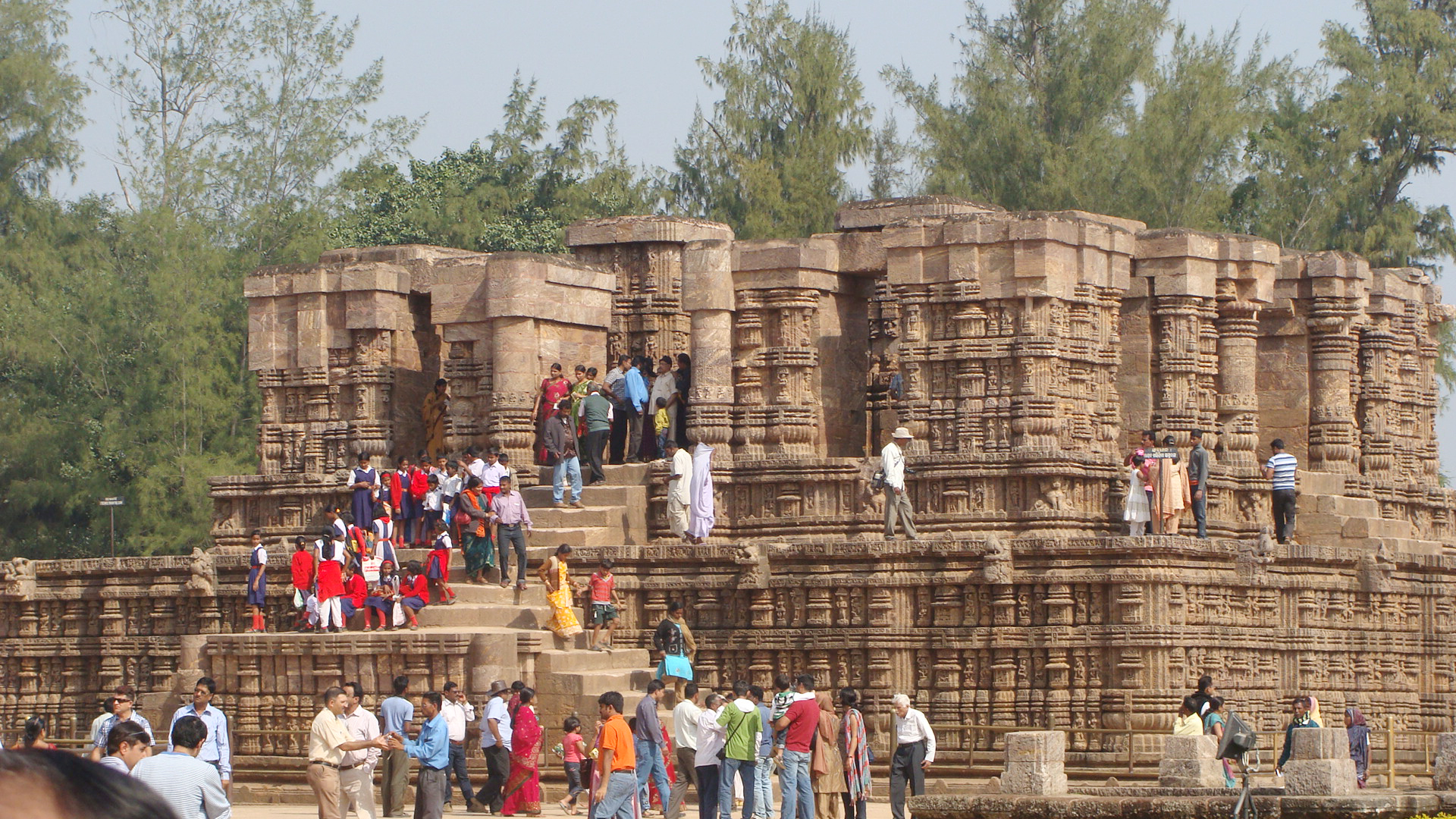
Nata mandira
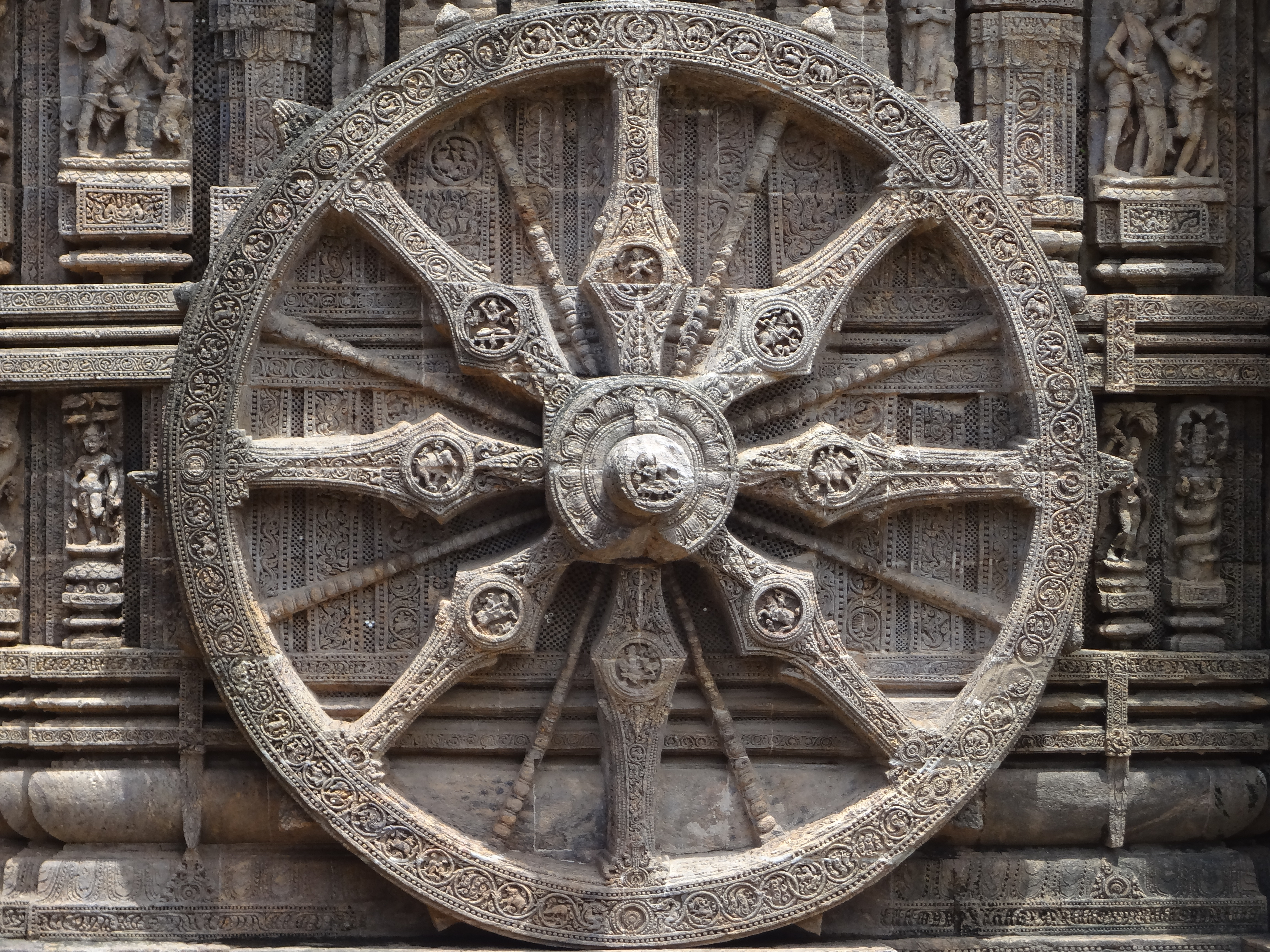
Ett av stenhjulen
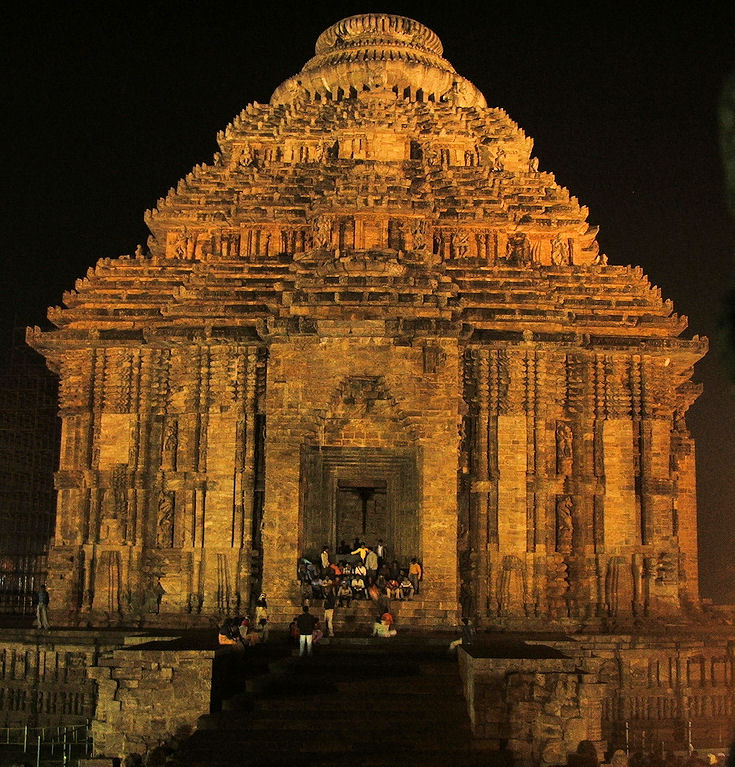
Templet nattetid
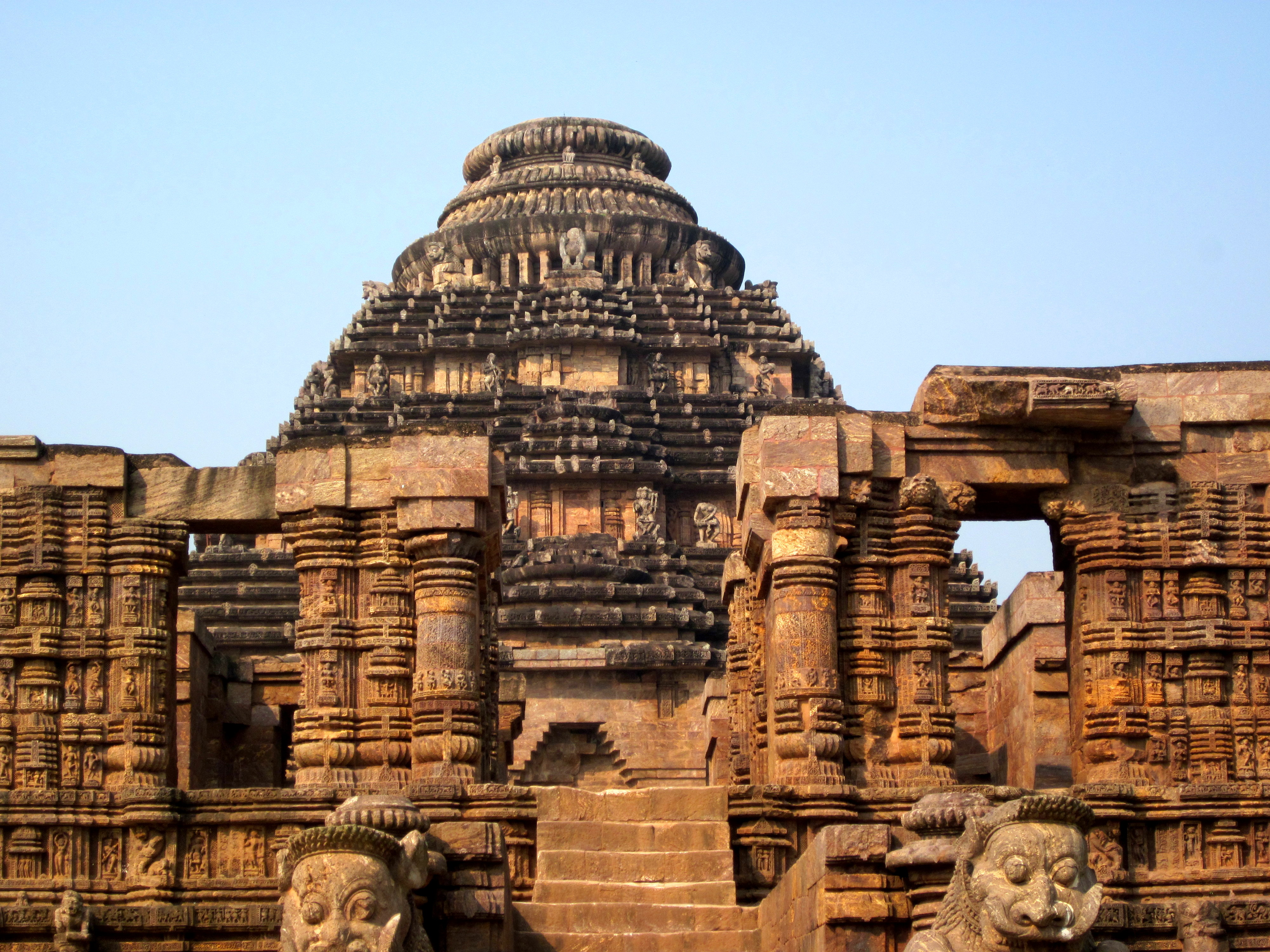
Vy framifrån
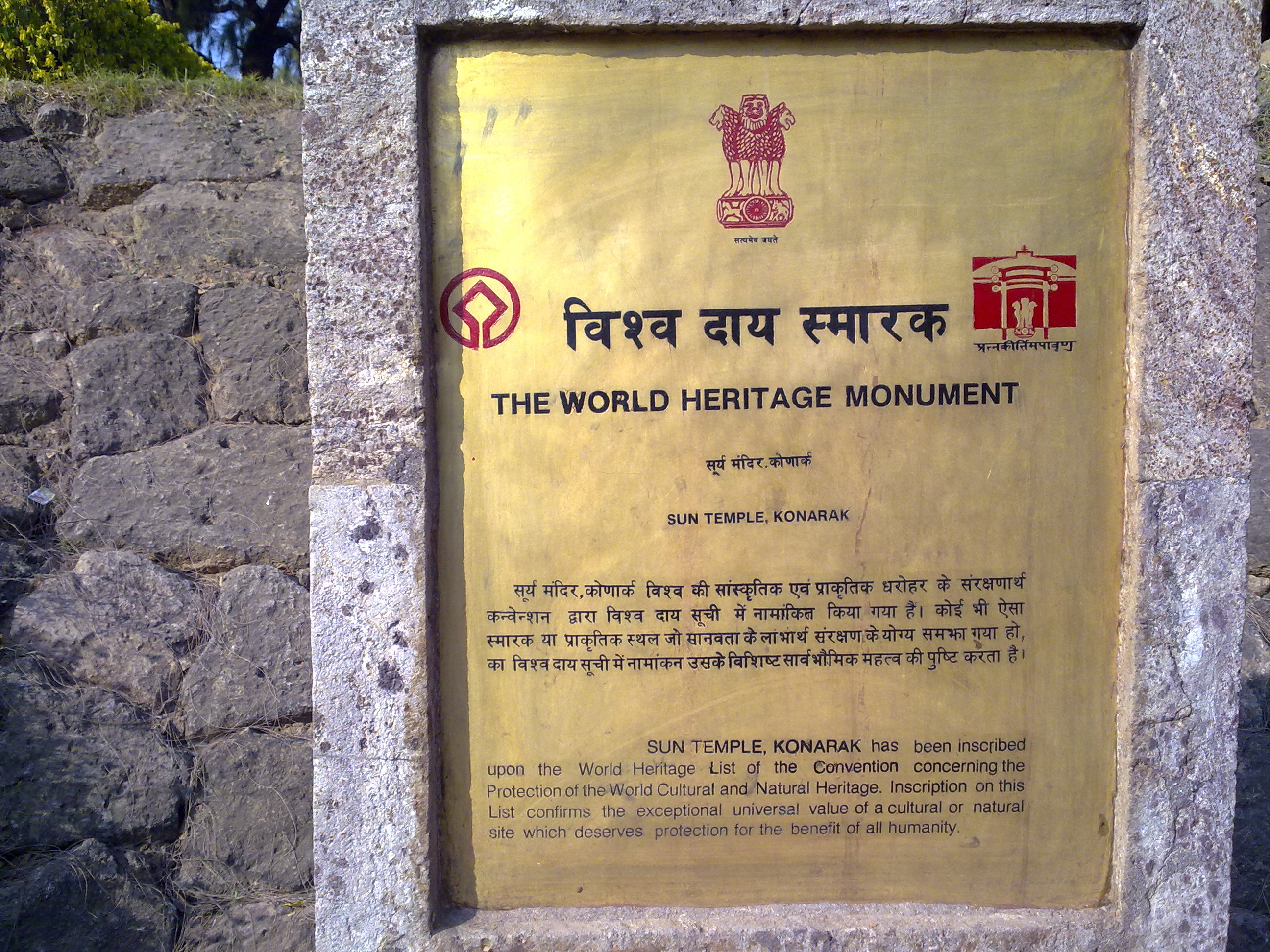
En plakett som anger att templet är ett världsarv
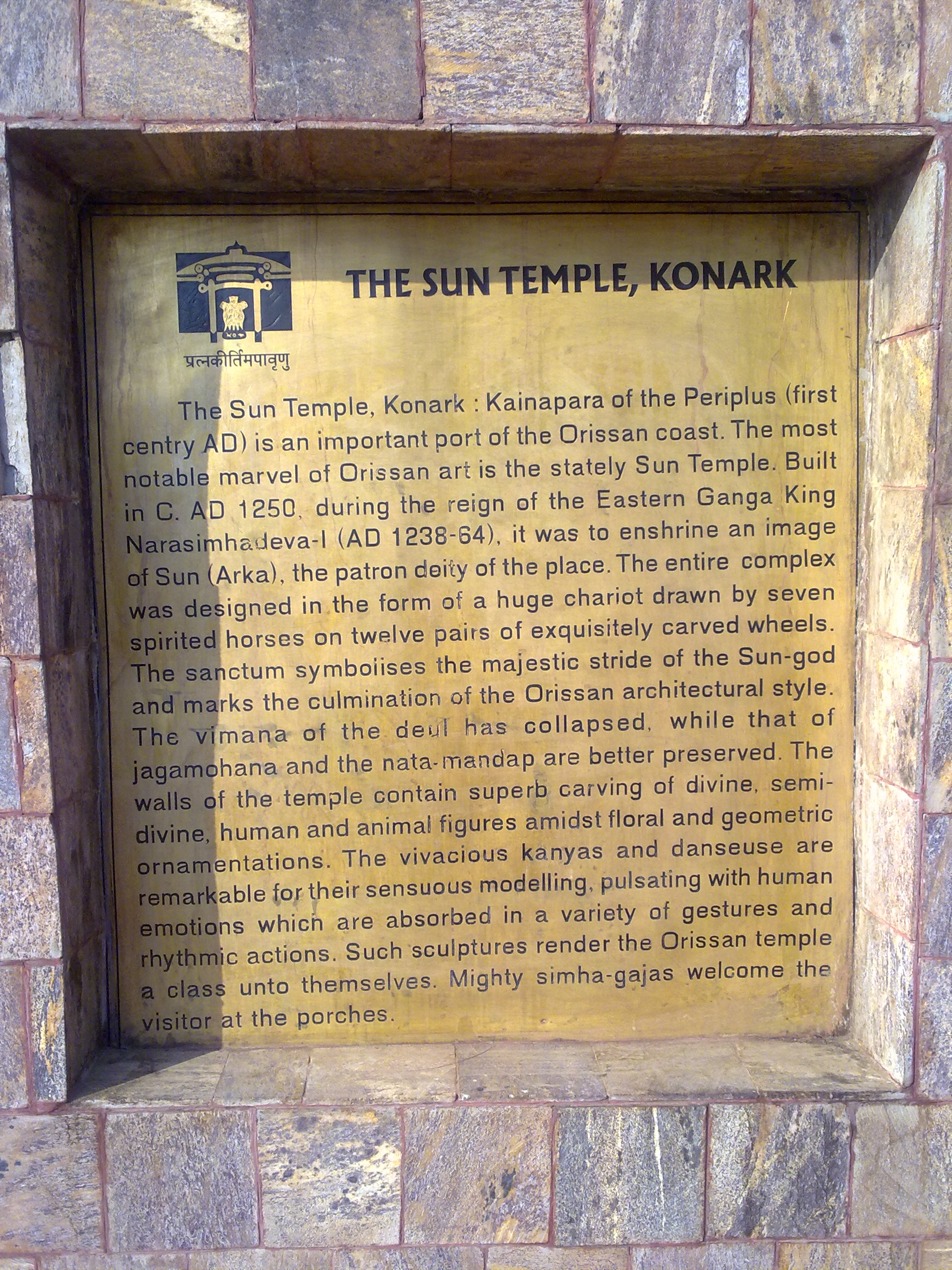
En plakett som förklarar att templet är Kainapara i Periplus Maris Erythraei. Den placerar byggandet av templet till omkring 1250.
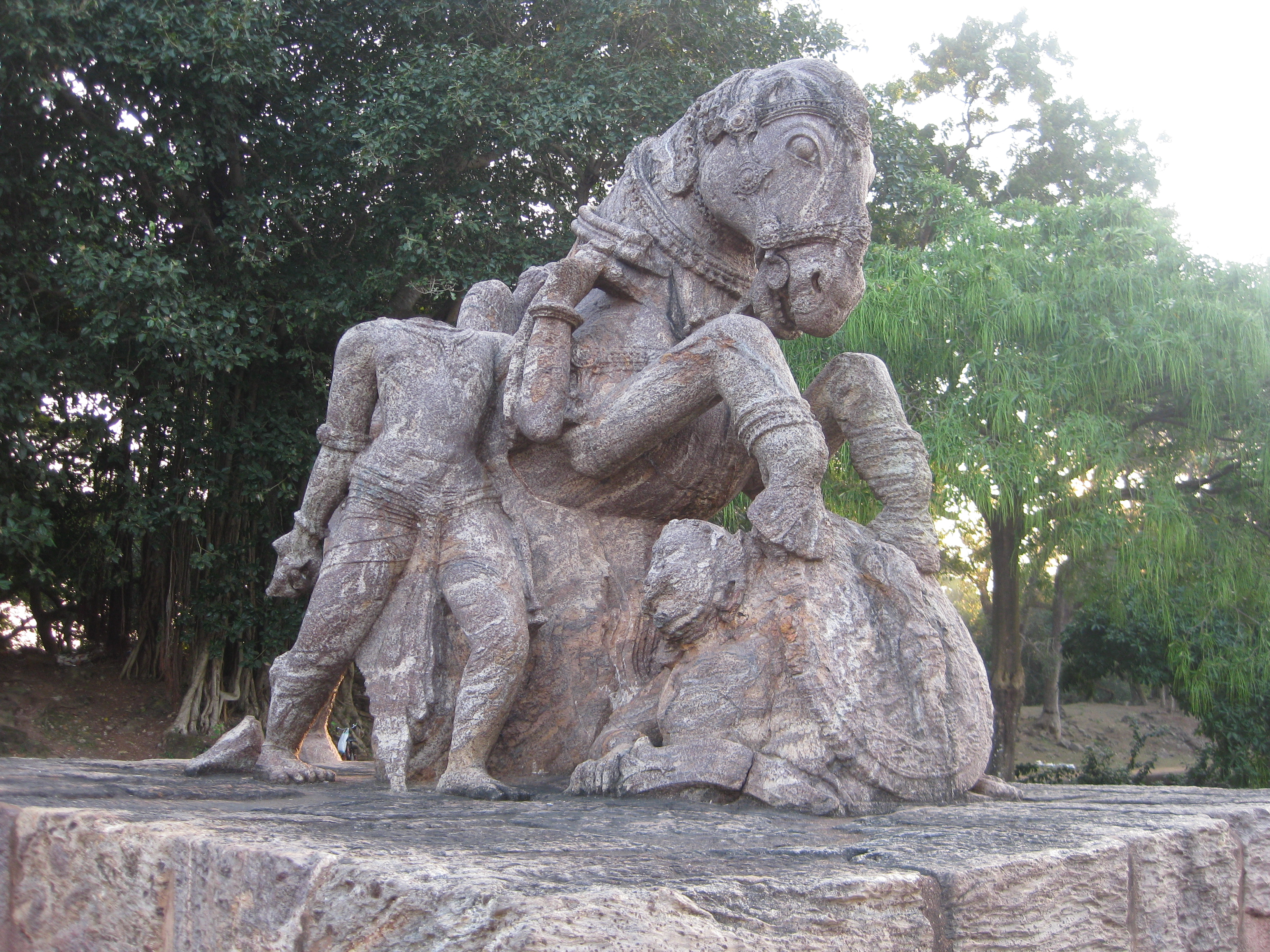
En väderbiten hästskulptur
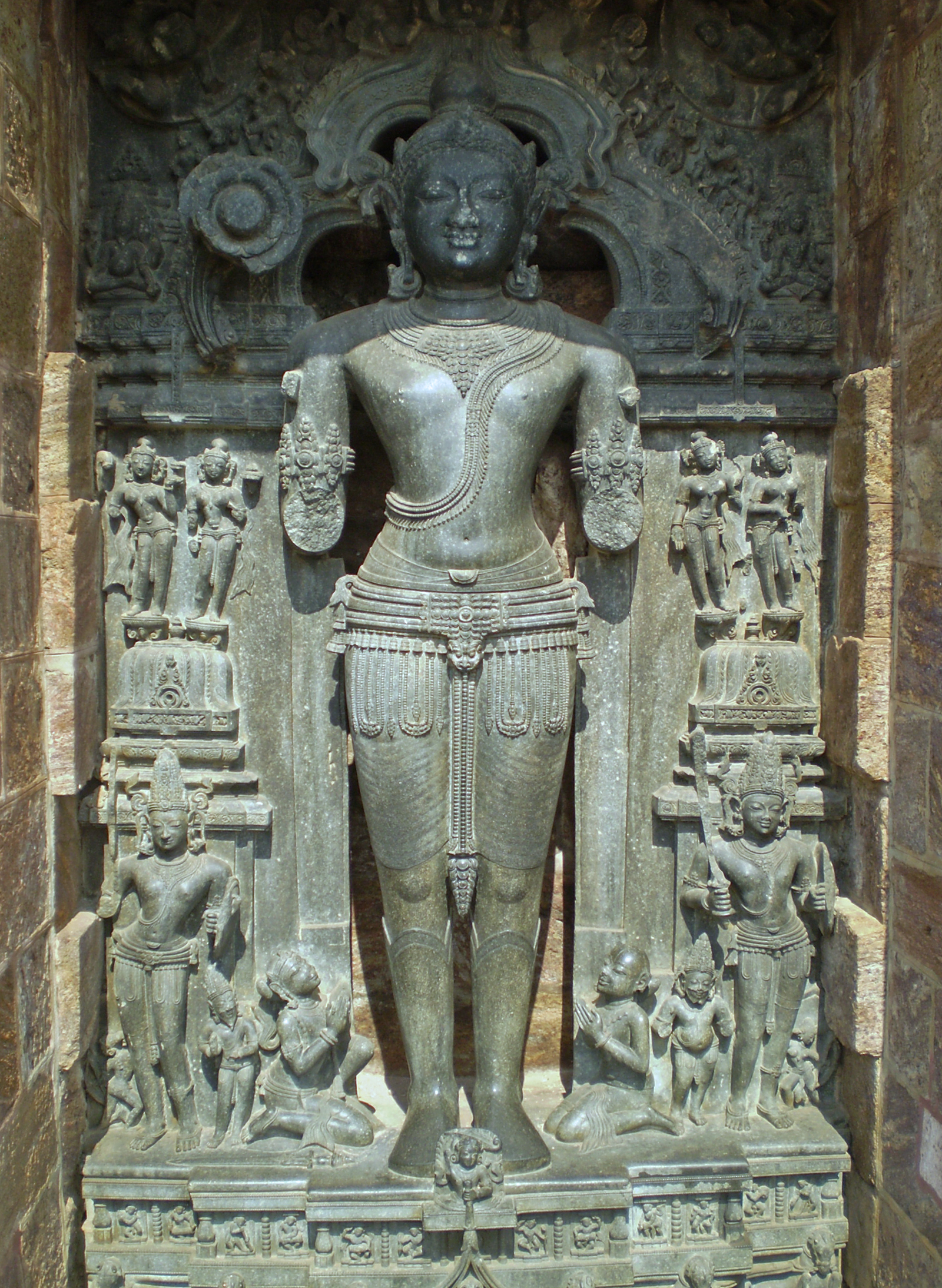
En andra staty av solguden
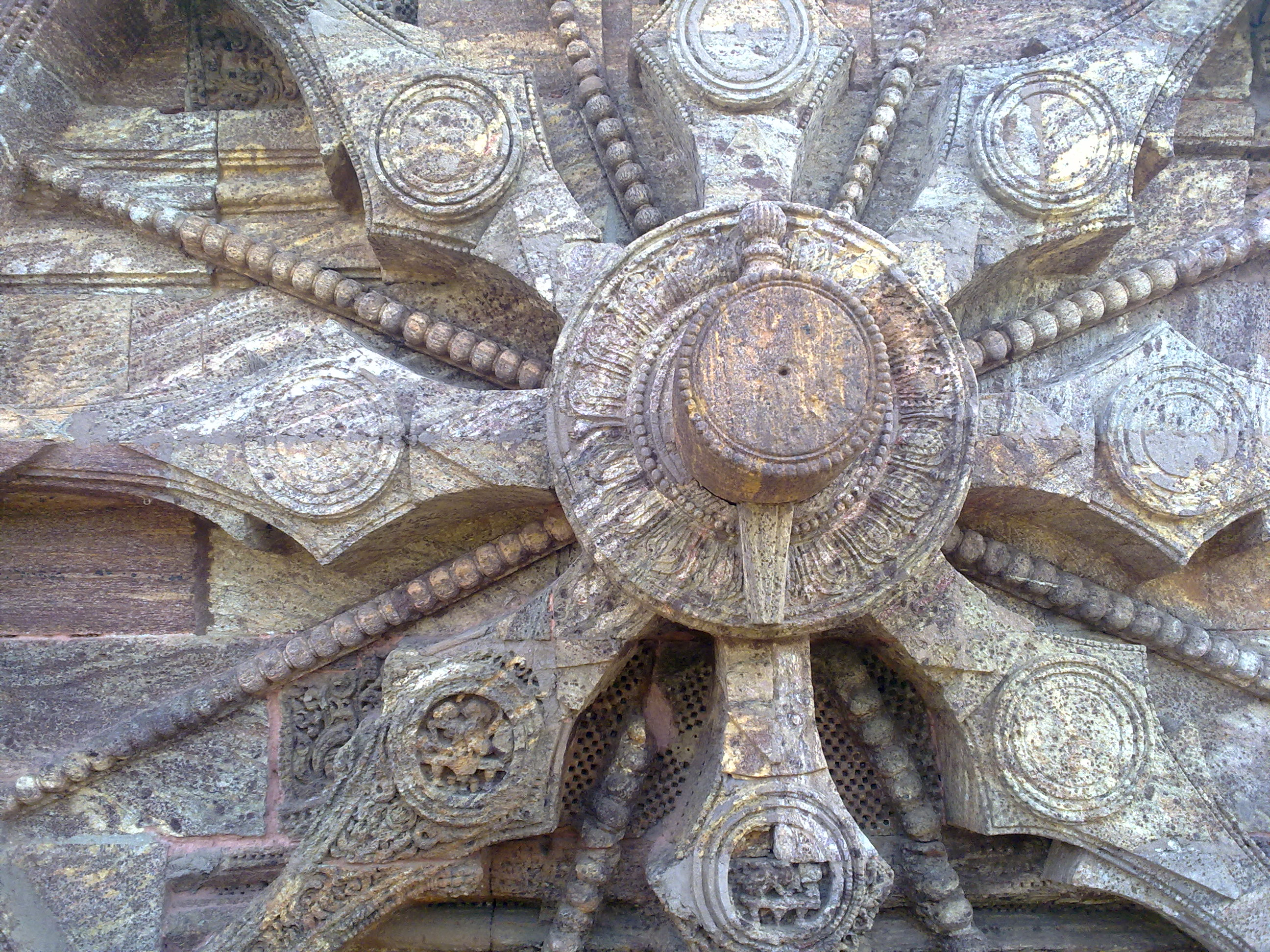
Närbild av ett hjul i sten
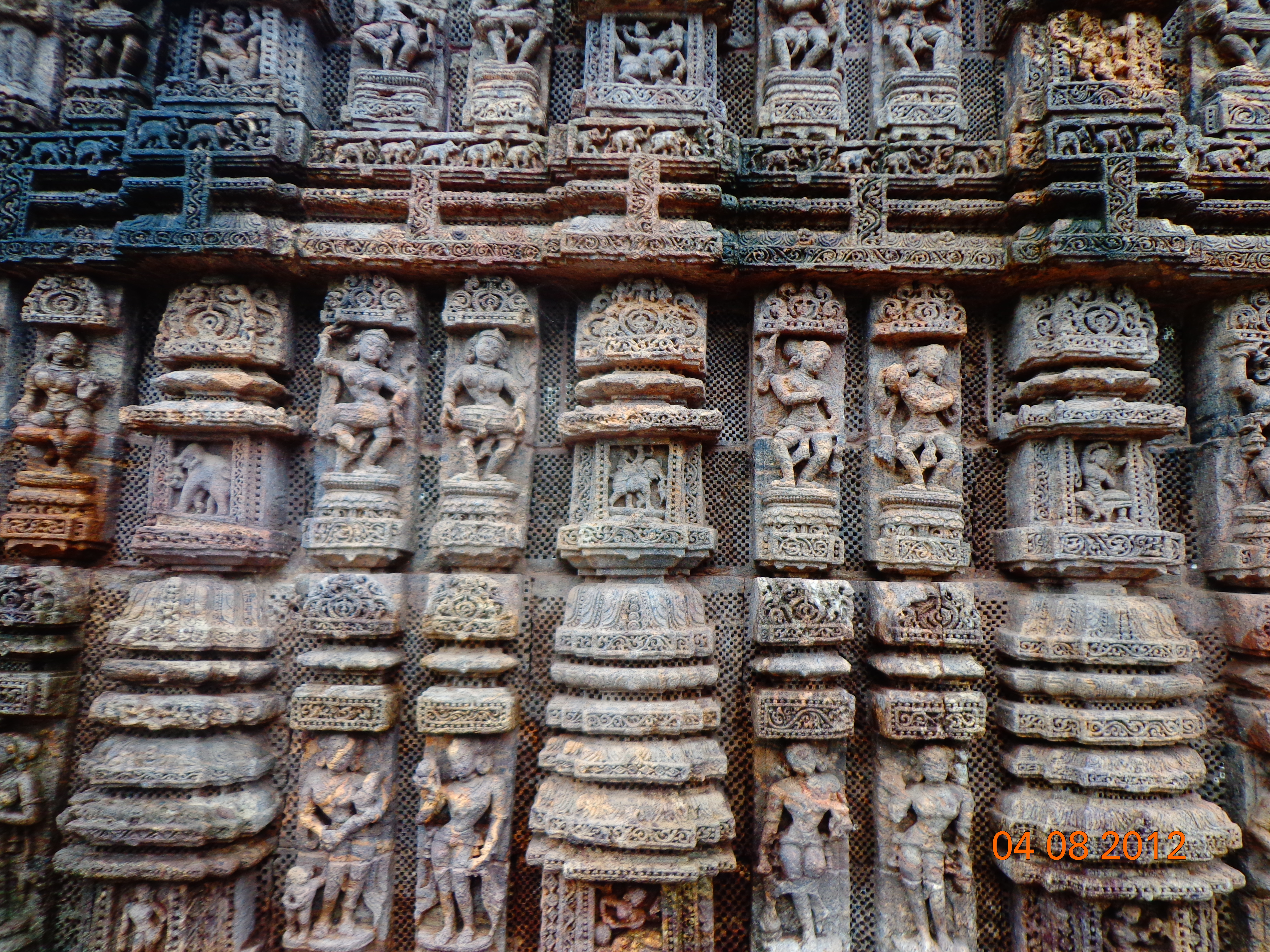
Sniderier på soltemplet
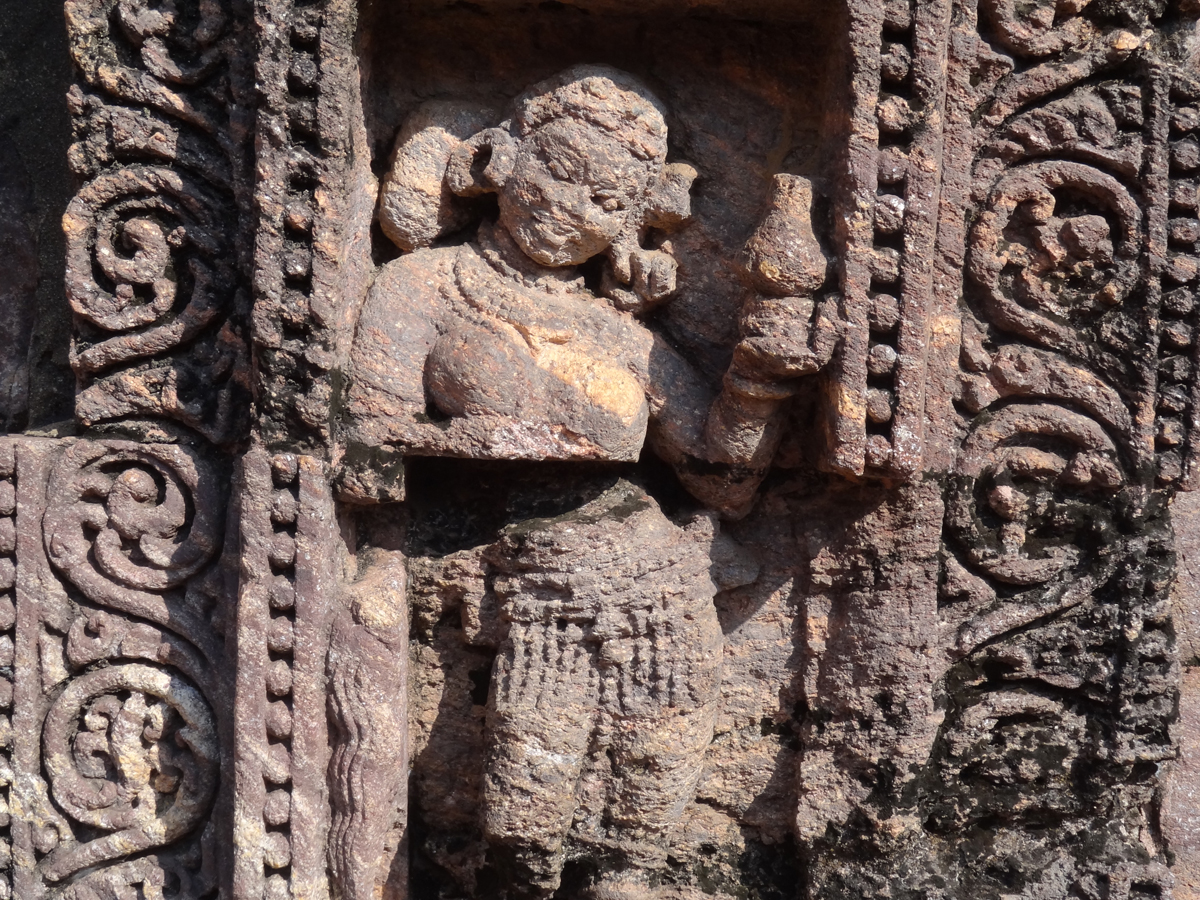
Skulptur på tempelväggen
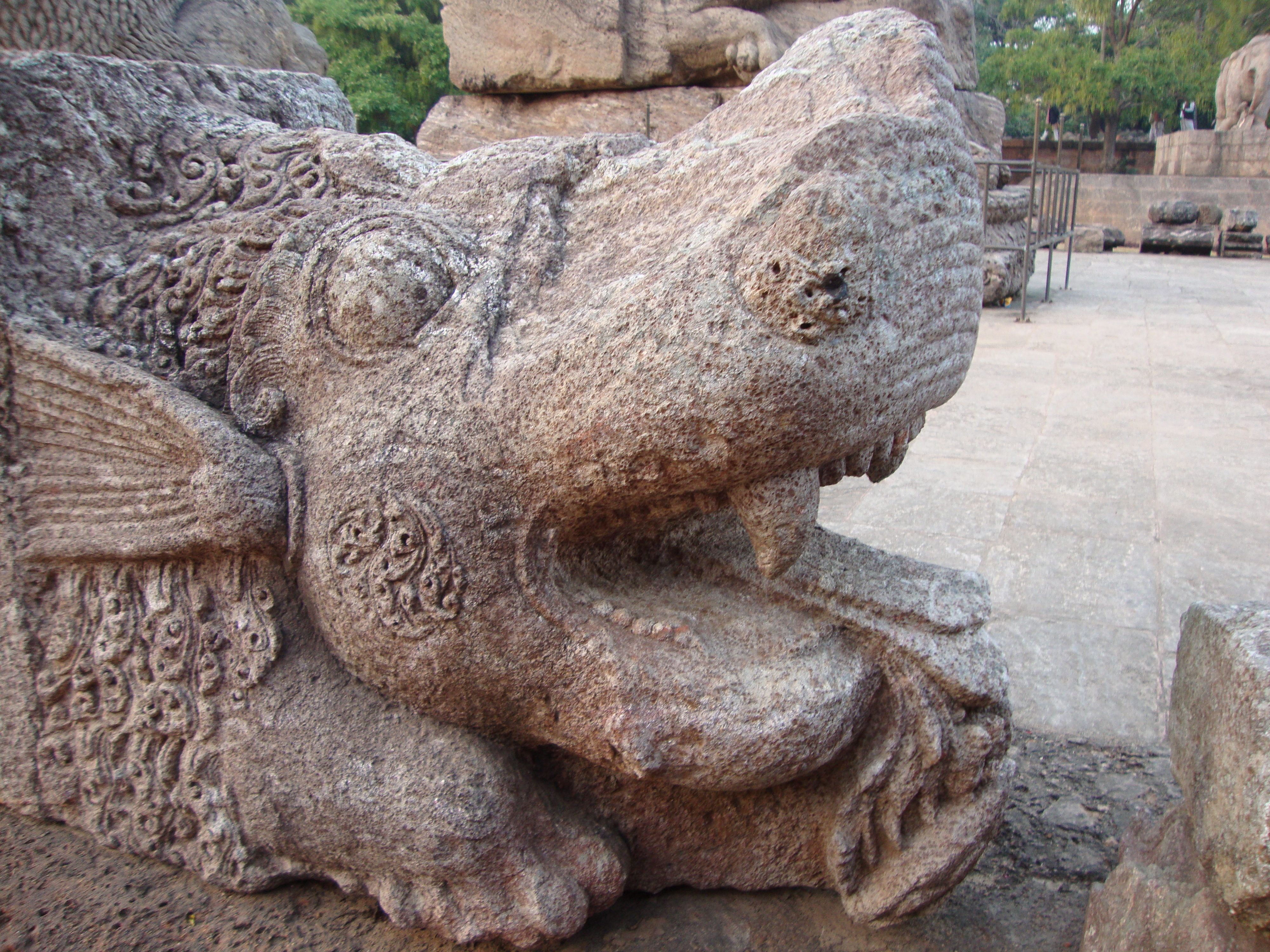
Skulptur av ett krokodilhuvud
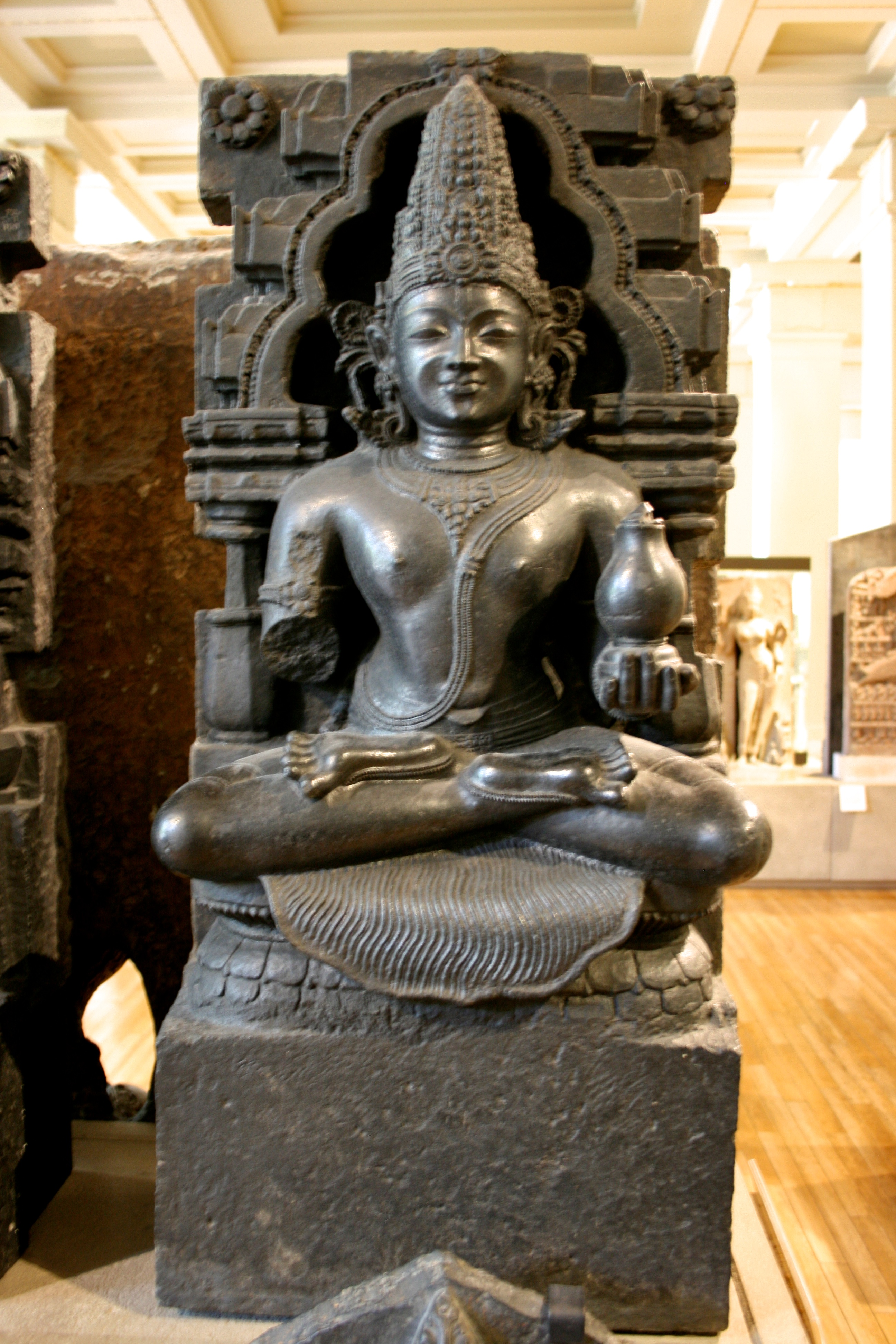
En skulptur tagen från platsen, som nu visas på British Museum
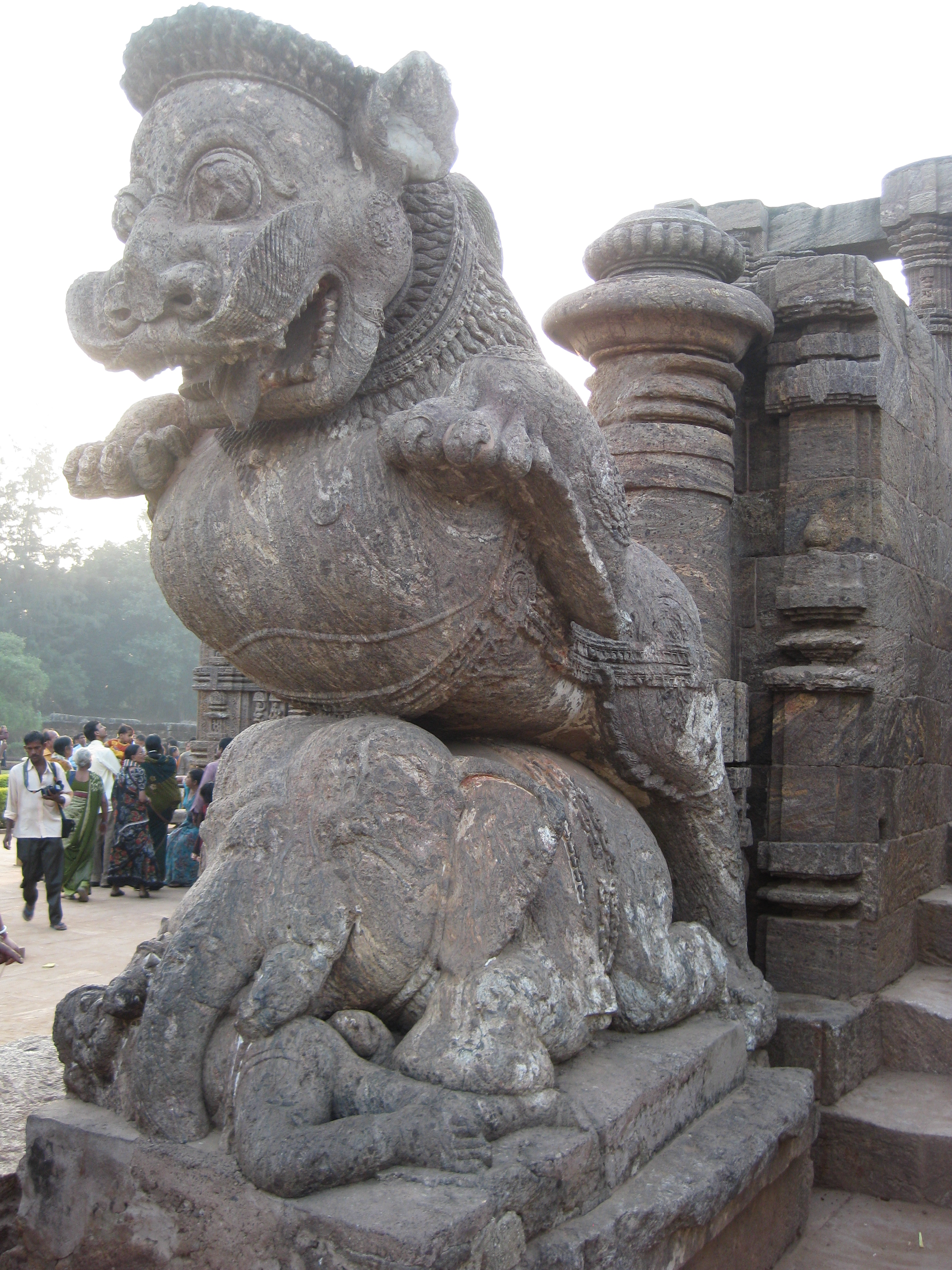
En simha-gaja vid templets ingång

### Webbkällor
1. 1 2  ”Introduction”. Tourism Department, Government of Orissa. http://konark.nic.in/intro.htm. Läst 3 maj 2013.
2. 1 2 3 4 5 6  ”Sun Temple, Konârak”. Unescos världsarvscenter. http://whc.unesco.org/en/list/246/. Läst 3 maj 2013.
3. 1 2 3  ”The Sun Temple”. Tourism Department, Government of Odisha. http://konark.nic.in/suntemple.htm. Läst 3 maj 2013.
4. ↑  ”Konarak Sun Temple: Mithuna Sculptures”. Archaeological Survey of India. http://asi.nic.in/asi_monu_whs_konark_mithuna.asp. Läst 17 maj 2013.
5. ↑  ”World Heritage Sites: Konarak Sun Temple”. Archaeological Survey of India. http://asi.nic.in/asi_monu_whs_konark.asp. Läst 17 maj 2013.
6. ↑  ”Archaeological Museum, Konarak”. Archaeological Survey of India. http://asi.nic.in/asi_museums_konark.asp. Läst 17 maj 2013.
7. 1 2 3  ”Sun Worship”. Tourism Department, Government of Orissa. Arkiverad från originalet den 31 december 2013. https://web.archive.org/web/20131231010457/http://www.konark.nic.in/legend.HTM. Läst 27 juli 2013.
8. 1 2  ”Konark Sun Temple: Introduction”. Archaeological Survey of India. http://asi.nic.in/asi_monu_whs_konark_intro.asp. Läst 29 juli 2013.
9. 1 2 3 4 5 6 7 8 9  ”Konarak, Conservation”. Archaeological Survey of India. http://asi.nic.in/asi_monu_whs_konark_conservation.asp. Läst 27 juli 2013.
10. 1 2 3 4 5 6  ”Konark Conservation”. Government of Odisha. Arkiverad från originalet den 8 mars 2012. https://web.archive.org/web/20120308235225/http://konark.nic.in/conserv.HTM. Läst 1 augusti 2013.